# Viols-le-Fort
Viols-le-Fort è un comune francese di 1 077 abitanti situato nel dipartimento dell'Hérault nella regione dell'Occitania.

## Società

### Evoluzione demografica
Abitanti censiti